# Чемпіонат ФРН з футболу 1964—1965: Бундесліга
Сезон Бундесліги 1964–1965 був другим сезоном в історії Бундесліги, найвищого дивізіону футбольної першості ФРН. Він розпочався 22 серпня 1964 і завершився 15 травня 1965 року. Діючим чемпіоном країни був «Кельн», який не зміг захистити чемпіонський титул, поступившись бременському «Вердеру», новому чемпіону країни, трьома турнірними очками.

## Збереження місця у Бундеслізі
«Шальке 04» і «Карлсруе» посіли два останні рядки турнірної таблиці і мали понизитися у класі до Регіоналліги. Проте по ходу сезону, у лютому 1965 року, були виявлені фінансові порушення з боку берлінської «Герти» — оформлення трансферних сум і виплати бонусів в обхід існуючих для клубів Бундесліги обмежень. Покарання зокрема передбачало позбавлення ліцензії, що звільняло ще одне місце у складі Бундесліги на наступний сезон. Враховуючи, що така ситуація прямо не передбачалася регламентом, а на це додаткове місце мали можливість претендувати обидві команди, що залишали Бундеслігу, а також представники берлінської зони Регіоналліги, до якої переходила покарана «Герта», Німецький футбольний союз, аби уникнути ризику юридичних суперечок, вирішив розширити склад учасників Бундесліги з 16 до 18 команд. Таким чином «Шальке» і «Карлсруе» залишилися у найвищій футбольній лізі ФРН, а на місце «Герти» підвищився у класі клуб «Тасманія 1900», бронзовий призер берлінської зони Регіоналліги, оскільки чемпіон і віце-чемпіон цього змагання від переспективи виступів у Бундеслізі відмовилися.

## Зміна учасників у порівнянні з сезоном 1963–64
«Пройсен Мюнстер» і «Саарбрюкен» за результатами попереднього сезону вибули до Регіоналліги, фінішувавши на двох останніх місцях турнірної таблиці попереднього сезону. На їх місце до вищого дивізіону підвищилися «Ганновер 96» і «Боруссія» (Нойнкірхен), що виграли свої групи плей-оф.
| Клуб                            | Стадіон             | Вміщує  |
| ------------------------------- | ------------------- | ------- |
| «Герта» (Берлін)                | Олімпіаштадіон      | 100,000 |
| «Айнтрахт» (Брауншвейг)         | Айнтрахтштадіон     | 38,000  |
| «Вердер»                        | Везерштадіон        | 32,000  |
| «Боруссія» (Дортмунд)           | Роте Ерде           | 30,000  |
| «Айнтрахт» (Франкфурт-на-Майні) | Вальдштадіон        | 87,000  |
| «Гамбург»                       | Фолькспаркштадіон   | 80,000  |
| «Ганновер 96»                   | АВД-Арена           | 86,000  |
| «Кайзерслаутерн»                | Бетценберг          | 42,000  |
| «Карлсруе»                      | Вільдпаркштадіон    | 50,000  |
| «Кельн»                         | Рейн Енергі Штадіон | 76,000  |
| «Дуйсбург»                      | Ведауштадіон        | 38,500  |
| «Мюнхен 1860»                   | Грюнвальдер         | 44,000  |
| «Боруссія» (Нойнкірхен)         | Елленфельдштадіон   | 32,000  |
| «Нюрнберг»                      | Штедтішес Штадіон   | 64,238  |
| «Шальке 04»                     | Глюкауф-Кампфбан    | 35,000  |
| «Штутгарт»                      | Мерседес-Бенц Арена | 53,000  |

## Турнірна таблиця
| Поз | Команда                         | І  | В  | Н  | П  | ГЗ | ГП | РГ  | О  | Кваліфікація або пониження                    |
| --- | ------------------------------- | -- | -- | -- | -- | -- | -- | --- | -- | --------------------------------------------- |
| 1   | «Вердер» (C)                    | 30 | 15 | 11 | 4  | 54 | 29 | +25 | 41 | Попередній етап Кубка чемпіонів 1965—1966     |
| 2   | «Кельн»                         | 30 | 14 | 10 | 6  | 66 | 45 | +21 | 38 | Перший раунд Кубка ярмарків 1965—1966         |
| 3   | «Боруссія» (Дортмунд)           | 30 | 15 | 6  | 9  | 67 | 48 | +19 | 36 | Перший раунд Кубка володарів кубків 1965—1966 |
| 4   | «Мюнхен 1860»                   | 30 | 14 | 7  | 9  | 70 | 50 | +20 | 35 | Перший раунд Кубка ярмарків 1965—1966         |
| 5   | «Ганновер 96»                   | 30 | 13 | 7  | 10 | 48 | 42 | +6  | 33 | Другий раунд Кубка ярмарків 1965—1966         |
| 6   | «Нюрнберг»                      | 30 | 11 | 10 | 9  | 44 | 38 | +6  | 32 | Перший раунд Кубка ярмарків 1965—1966         |
| 7   | «Майдеріхер»                    | 30 | 12 | 8  | 10 | 46 | 48 | −2  | 32 |                                               |
| 8   | «Айнтрахт» (Франкфурт-на-Майні) | 30 | 11 | 7  | 12 | 50 | 58 | −8  | 29 |                                               |
| 9   | «Айнтрахт» (Брауншвейг)         | 30 | 10 | 8  | 12 | 42 | 47 | −5  | 28 |                                               |
| 10  | «Боруссія» (Нойнкірхен)         | 30 | 9  | 9  | 12 | 44 | 48 | −4  | 27 |                                               |
| 11  | «Гамбург»                       | 30 | 11 | 5  | 14 | 46 | 56 | −10 | 27 |                                               |
| 12  | «Штутгарт»                      | 30 | 9  | 8  | 13 | 46 | 50 | −4  | 26 |                                               |
| 13  | «Кайзерслаутерн»                | 30 | 11 | 3  | 16 | 41 | 53 | −12 | 25 |                                               |
| 14  | «Герта» (Берлін) (R)            | 30 | 7  | 11 | 12 | 40 | 62 | −22 | 25 | Пониження у класі до Регіоналліги             |
| 15  | «Карлсруе»                      | 30 | 9  | 6  | 15 | 47 | 62 | −15 | 24 |                                               |
| 16  | «Шальке 04»                     | 30 | 7  | 8  | 15 | 45 | 60 | −15 | 22 |                                               |

1. ↑  «Герта» (Берлін) була позбавлена ліцензії для виступів у Бундеслізі через фінансові порушення. «Карлсруе» і «Шальке 04 залишилися у Бундеслізі через її розширення до 18 команд.

## Результати
| Команда                         | ГЕР | АЙБ | ВЕР | БРД | АЙФ | ГАМ | ГАН | КАЙ | КАР | КЕЛ | МАЙ | М60 | БРН | НЮР | Ш04 | ШТТ |
| ------------------------------- | --- | --- | --- | --- | --- | --- | --- | --- | --- | --- | --- | --- | --- | --- | --- | --- |
| «Герта» (Берлін)                | —   | 0–3 | 0–0 | 0–0 | 1–3 | 0–0 | 1–1 | 5–3 | 2–1 | 1–3 | 2–2 | 2–1 | 1–1 | 1–2 | 2–1 | 0–0 |
| «Айнтрахт» (Брауншвейг)         | 1–1 | —   | 1–1 | 0–1 | 3–2 | 2–0 | 2–2 | 2–0 | 3–0 | 1–1 | 0–1 | 1–1 | 1–0 | 1–0 | 1–2 | 2–1 |
| «Вердер»                        | 5–1 | 5–1 | —   | 3–0 | 2–2 | 0–0 | 3–0 | 1–1 | 1–0 | 0–0 | 1–0 | 3–2 | 2–0 | 1–1 | 2–2 | 1–0 |
| «Боруссія» (Дортмунд)           | 6–3 | 5–4 | 1–2 | —   | 1–3 | 2–0 | 0–2 | 3–2 | 5–1 | 2–2 | 0–0 | 1–1 | 5–1 | 2–1 | 4–0 | 1–0 |
| «Айнтрахт» (Франкфурт-на-Майні) | 3–0 | 2–2 | 0–2 | 0–2 | —   | 2–1 | 3–3 | 1–2 | 0–7 | 1–4 | 2–3 | 4–1 | 1–0 | 1–1 | 2–2 | 2–3 |
| «Гамбург»                       | 4–1 | 0–1 | 0–4 | 1–4 | 2–1 | —   | 3–0 | 3–2 | 2–1 | 0–0 | 3–0 | 3–2 | 1–2 | 2–1 | 2–4 | 2–2 |
| «Ганновер 96»                   | 3–1 | 2–2 | 1–2 | 2–0 | 3–2 | 1–2 | —   | 4–0 | 4–2 | 2–0 | 2–0 | 0–2 | 1–1 | 2–2 | 1–0 | 2–1 |
| «Кайзерслаутерн»                | 1–2 | 2–1 | 2–1 | 1–3 | 0–1 | 2–1 | 1–0 | —   | 0–1 | 2–2 | 2–0 | 1–2 | 2–0 | 3–2 | 3–0 | 2–1 |
| «Карлсруе»                      | 0–1 | 3–0 | 0–2 | 2–0 | 3–1 | 2–2 | 2–3 | 6–1 | —   | 2–4 | 2–1 | 1–5 | 2–1 | 1–1 | 2–2 | 0–0 |
| «Кельн»                         | 2–3 | 5–1 | 4–2 | 3–3 | 3–4 | 3–0 | 0–1 | 3–0 | 4–1 | —   | 1–2 | 1–1 | 4–3 | 0–0 | 2–1 | 2–1 |
| «Майдеріхер»                    | 2–2 | 2–0 | 2–2 | 3–2 | 1–3 | 3–2 | 1–0 | 3–1 | 1–1 | 0–3 | —   | 3–0 | 1–1 | 2–0 | 2–1 | 3–3 |
| «Мюнхен 1860»                   | 6–4 | 2–0 | 3–1 | 4–4 | 0–1 | 4–1 | 4–0 | 2–2 | 9–0 | 2–3 | 2–1 | —   | 4–2 | 2–0 | 3–1 | 1–0 |
| «Боруссія» (Нойнкірхен)         | 2–2 | 0–0 | 1–1 | 1–2 | 4–0 | 3–1 | 2–1 | 0–3 | 1–0 | 1–1 | 4–2 | 3–0 | —   | 1–1 | 3–2 | 3–1 |
| «Нюрнберг»                      | 2–0 | 3–2 | 2–3 | 1–0 | 0–0 | 2–3 | 1–0 | 1–0 | 4–1 | 3–0 | 1–1 | 2–2 | 2–0 | —   | 3–2 | 1–1 |
| «Шальке 04»                     | 3–0 | 0–3 | 1–0 | 2–6 | 1–1 | 3–1 | 2–2 | 1–0 | 1–1 | 2–3 | 1–2 | 2–2 | 1–1 | 1–3 | —   | 3–1 |
| «Штутгарт»                      | 1–1 | 3–1 | 1–1 | 3–2 | 1–2 | 2–4 | 0–3 | 1–0 | 1–2 | 3–3 | 4–2 | 3–0 | 3–2 | 3–1 | 2–1 | —   |

## Найкращі бомбардири
24 голи
- Рудольф Брунненмаєр («Мюнхен 1860»)

22 голи
- Фрідгельм Конецка («Боруссія» (Дортмунд))

19 голів
- Крістіан Мюллер («Кельн»)

15 голів
- Гайнц Штрель («Нюрнберг»)

14 голів
- Франц Брунгс («Боруссія» (Дортмунд))
- Уве Зеелер («Гамбург»)

12 голів
- Петер Гроссер («Мюнхен 1860»)
- Гартманн Мадль («Карлсруе»)
- Клаус Матішак («Шальке 04»)
- Ельмар Май («Боруссія» (Нойнкірхен))
- Карл-Гайнц Тілен («Кельн»)
- Лотар Ульзас («Айнтрахт» (Брауншвейг))

## Склад чемпіонів
| «Вердер» |
| --- |
| Воротар: Гюнтер Бернард (30). Захисники: Горст-Дітер Геттгес (29 / 1); Зепп Піонтек (28 / 3); Гельмут Ягєльскі (26); Гайнц Штайнманн (26); Вольфганг Бордель (1). Півзахисники: Дітгельм Фернер (29 / 1); Арнольд Шюц (28 / 10); Макс Лоренц (27 / 2); Віллі Соя (8 / 2); Гельмут Шимечер (6). Нападники: Гергард Зебровскі (28 / 11); Клаус Матішак (19 / 12); Ганс Шульц (19 / 4); Тео Клекнер (17 / 4); Клаус Генель (7 / 1); Дітер Тун (2). (кількість ігор і голів наведені у дужках) Головний тренер: Віллі Мультгауп. Був у заявці, але не взяв участі у жодній грі чемпіонату: Клаус Ламберц; Горст Дудян; Вальтер Нахтвай; Ервін Юнг. |